# Ciclo di Earthsea
Il ciclo di Earthsea (Terramare nell'edizione italiana) è una serie di romanzi e racconti della scrittrice Ursula K. Le Guin; hanno per protagonista il giovane Ged. La serie ha avuto una trasposizione televisiva.

## Elenco delle opere

### Romanzi
- Il mago di Earthsea o Il mago (A Wizard of Earthsea) (1968)
- Le tombe di Atuan (The Tombs of Atuan) (1971)
- La spiaggia più lontana o Il signore dei draghi (The Farthest Shore) (1972)
- L'isola del drago (Tehanu) (1990)
- Leggende di Earthsea o Leggende di Terramare (Tales from Earthsea) (2001)
- I venti di Earthsea o I venti di Terramare (The Other Wind) (2001)

L'editrice Nord raccoglie i primi tre libri sotto il titolo La saga di Earthsea e gli ultimi due nel volume I draghi di Earthsea. Nel maggio 2007 l'editrice Nord ha pubblicato tutti i romanzi raccolti in un unico volume, La leggenda di Earthsea. Il 22 gennaio 2013 la casa editrice Mondadori pubblica i cinque romanzi e i racconti Leggende di Earthsea in un unico volume, sotto il titolo La saga di Terramare.

### Racconti
- La parola dello scioglimento (The Word of Unbinding, 1964) (nella raccolta I dodici punti cardinali)
- La legge dei nomi (The Rule of Names, 1964) (nella raccolta I dodici punti cardinali)
- Leggende di Earthsea o Leggende di Terramare (Tales from Earthsea) (2001, ISBN 01-5100-561-3) – raccolta che contiene:
  - Il trovatore (The Finder)
  - Diamante e Rosascura (Darkrose and Diamond) (pubblicato la prima volta dalla rivista The Magazine of Fantasy and Science Fiction, ed. Gordon Van Gelder del 1999)
  - Le ossa della terra (The Bones of the Earth)
  - Nell'alta palude (On the High Marsh)
  - Libellula (Dragonfly) (pubblicato la prima volta nella raccolta Legends, ed. Sperling & Kupfer del 2001)

## Personaggi
Ged, protagonista del ciclo, esordisce nel romanzo Il mago di Earthsea, con il nome di Duny, nome che all'ingresso nell'età adulta verrà cambiato in Ged dal suo futuro maestro di magia. Nel corso del romanzo Ged si presenterà con lo pseudonimo di Sparviero poiché, nelle terre dell'arcipelago, conoscere il vero nome di qualcuno significa poterne disporre, avere potere su di lui. Ged studia nella scuola di magia di Roke. Roke è apparentemente l'unica scuola di magia nell'arcipelago in cui sono ambientate le vicende del romanzo, è un edificio dove i giovani promettenti, conducendo una vita simile a quella che avrebbero potuto condurre dei novizi in un monastero, imparano la magia fino a guadagnare la qualifica di Mago, ottenendo il bastone e la possibilità di fregiarsi del titolo di mago di Roke. È qui che il giovane Ged, lasciato il suo primo maestro, compie i primi passi verso il suo futuro di mago, tra l'amicizia e l'invidia dei compagni, la benevolenza dell'arcimago a capo della scuola e il fatale errore da lui compiuto che scatenerà nella sua esistenza un male sconosciuto.

## Ambientazione
Earthsea o Terramare fa da sfondo a tutti i romanzi del Ciclo di Earthsea. Questo mondo è formato interamente da un arcipelago, suddiviso nelle Terre Interne al centro, con isole più fitte e di maggiori dimensioni, e Orizzonti, le zone più periferiche con isole più piccole e rade. Al di là degli Orizzonti c'è soltanto l'oceano aperto. Le Terre Interne sono popolate quasi esclusivamente dal popolo hardic; a Nord-Est alcune isole sono note come Terre di Karg e vi risiede appunto il popolo Karg, che ha una lingua propria e caratteristiche somatiche "barbare", simili ai popoli del Nord Europa. Nelle isole dell'estremo Orizzonte Ovest vivono i draghi. L'isola centrale è Havnor, dove risiede il re dell'Arcipelago, e ogni isola ha un parlamento e un rappresentante eletto o ereditario, che rappresenta l'isola presso il re. Oltre al potere politico a Terramare è molto importante il potere della magia, esercitato da maghi e stregoni, che vede il suo centro nell'isola di Roke, dove è stata eretta un'importante scuola di magia. Non è però necessario aver studiato della scuola di Roke per esercitare la magia, è possibile essere discepoli di altri culti come quello delle isole di Paln o delle Terre di Karg.
Le isole principali di Earthsea, ovvero quelle dove si svolge gran parte delle azioni narrate nei romanzi del ciclo, sono:
- Havnor - sede dell'omonima capitale di Earthsea. è un'isola grande come la Gran Bretagna e sede di un importante porto commerciale;
- Gont - luogo di nascita di Ged e residenza di Tenar e Therru, tre dei personaggi principali della saga; i suoi abitanti sono dediti principalmente all'agricoltura e alla pastorizia;
- Roke - sede della Scuola di Roke, dove vengono addestrati i Maghi;
- Paln
- Terre di Karg - queste terre comprendono quattro grandi isole a nord-est dell'Arcipelago; perlopiù hanno un clima arido, anche se possono essere irrigate e coltivate. Il popolo kargic non pratica la magia né la scrittura, a causa della diffidenza che provano per la cultura hardic, predominante nell'Arcipelago. Le isole delle Terre di Karg sono:
  - Atuan - dove sono poste le Tombe, santuario degli antichi poteri della Terra, che fanno da sfondo a buona parte de Le tombe di Atuan, secondo libro del Ciclo di Terramare;
  - Karego-At - isola principale delle Terre di Karg;
  - Hur-At Hur e Atnini altre isole delle Terre di Karg.

## Trasposizione in altri media
- La leggenda di Earthsea (Earthsea) – miniserie televisiva ispirata ai racconti di Ursula K. Le Guin
- I racconti di Terramare (ゲド戦記?, Gedo senki, lett. "Le cronache di guerra di Ged") - film di animazione del 2006 prodotto da Studio Ghibli